# Бондіс
Бондіс (англ. Bondiss) — літнє село в Канаді, у провінції Альберта, у складі муніципального району Атабаска.

## Населення
За даними перепису 2016 року, літнє село нараховувало 110 осіб постійного населення, показавши зростання на 3,8%, порівняно з 2011-м роком. Середня густина населення становила 89,3 осіб/км².
З офіційних мов обидвома одночасно володіли 5 жителів, тільки англійською — 100. Усього 5 осіб вважали рідною мовою не одну з офіційних, з них 5 — українську.
Працездатне населення становило 35 осіб (38,9% усього населення), усі були зайняті.

## Клімат
Середня річна температура становить 1,5°C, середня максимальна – 20,2°C, а середня мінімальна – -21,7°C. Середня річна кількість опадів – 486 мм.
| Клімат поселення                              | Клімат поселення | Клімат поселення | Клімат поселення | Клімат поселення | Клімат поселення | Клімат поселення | Клімат поселення | Клімат поселення | Клімат поселення | Клімат поселення | Клімат поселення | Клімат поселення | Клімат поселення |
| Показник                                      | Січ.             | Лют.             | Бер.             | Квіт.            | Трав.            | Черв.            | Лип.             | Серп.            | Вер.             | Жовт.            | Лист.            | Груд.            |                  |
| Середній максимум, °C                         | −9,09            | −5,41            | 0,16             | 9,26             | 15,74            | 19,88            | 20,16            | 19,33            | 14,01            | 8,37             | −1,62            | −8,28            |                  |
| Середня температура, °C                       | −15,41           | −11,72           | −6,16            | 2,94             | 9,43             | 13,57            | 15,76            | 14,93            | 9,61             | 3,97             | −6,02            | −12,68           |                  |
| Середній мінімум, °C                          | −21,72           | −18,06           | −12,48           | −3,38            | 3,11             | 7,27             | 11,37            | 10,53            | 5,21             | −0,42            | −10,42           | −17,09           |                  |
| Норма опадів, мм                              | 23               | 16               | 21               | 26               | 46               | 89               | 97               | 62               | 43               | 21               | 21               | 21               |                  |
| Середньомісячна швидкість вітру, м/с          | 3.10             | 3.10             | 3.30             | 3.60             | 3.70             | 3.30             | 3.10             | 3.00             | 3.10             | 3.50             | 3.33             | 3.30             |                  |
| Середньомісячна сонячна радіація, кДж/м²·день | 3146             | 6588             | 12090            | 17237            | 20663            | 21926            | 21892            | 18045            | 12150            | 7050             | 3465             | 2262             |                  |
| --------------------------------------------- | ---------------- | ---------------- | ---------------- | ---------------- | ---------------- | ---------------- | ---------------- | ---------------- | ---------------- | ---------------- | ---------------- | ---------------- | ---------------- |
| Джерело:                                      |                  |                  |                  |                  |                  |                  |                  |                  |                  |                  |                  |                  |                  |